# Minos Kalokairinós
Minos Kalokairinos (Μίνως Καλοκαιρινός, 1843, Heraclión-1907, Heraclión) fue un empresario y entusiasta de la arqueología. Fue el primero en realizar excavaciones en Cnosos. También es el primero en haber identificado el sitio con el palacio minoico.

## Biografía
Fue el hijo más joven de Andreas Kalokairinós, el propietario de las tierras del yacimiento de Cnosos. Cursó su educación secundaria en la isla de Syros, luego se matriculó en la Facultad de Derecho de Atenas, donde estudió durante un año solamente. El estado de salud de su padre lo obligó a regresar a Heraclión. Después de la muerte de éste, retomó los asuntos paternos con su hermano Lysimachos Kalokairinós. Más tarde dirigieron una fábrica de jabón juntos.
En 1869 se casó con Skevo Kyriazi con quien tuvo cinco hijos. En 1895 su compañía se declaró en quiebra. Reanudó sus estudios de derecho en 1903.

## Excavación de Cnosos
Los preparativos para la búsqueda comenzaron en 1877 en la colina de Kephala y la excavación en 1878, pero las autoridades turcas que controlaban la isla la cerraron tres semanas más tarde.
Sin embargo, partes del ala oeste, y más precisamente los almacenes occidentales, fueron descubiertas por primera vez, así como una esquina de la sala del trono.
Las investigaciones adicionales interesaron a muchos excavadores extranjeros como W.J. Stillman, Heinrich Schliemann y, finalmente, al arqueólogo Sir Arthur John Evans, que será el primero en descubrir y actualizar realmente el legendario palacio del rey Minos.

## Colección
Los hallazgos de las excavaciones de Minos Kalokairinós se incluyeron en su propia colección. Durante la violencia perpetrada por los turcos el 25 de agosto de 1898, su casa fue saqueada y quemada junto con su colección. Solo se conservaron objetos raros, especialmente jarras del ala oeste del palacio, que tuvo tiempo de dar a museos de Grecia, París y Londres para despertar el interés en Cnosos.